# 그로스아폴테른
그로스아폴테른(독일어: Grossaffoltern)은 스위스 베른주에 있는 제란트구에 있는 자치체이다. 황새 서식지로 유명하다.

## 역사

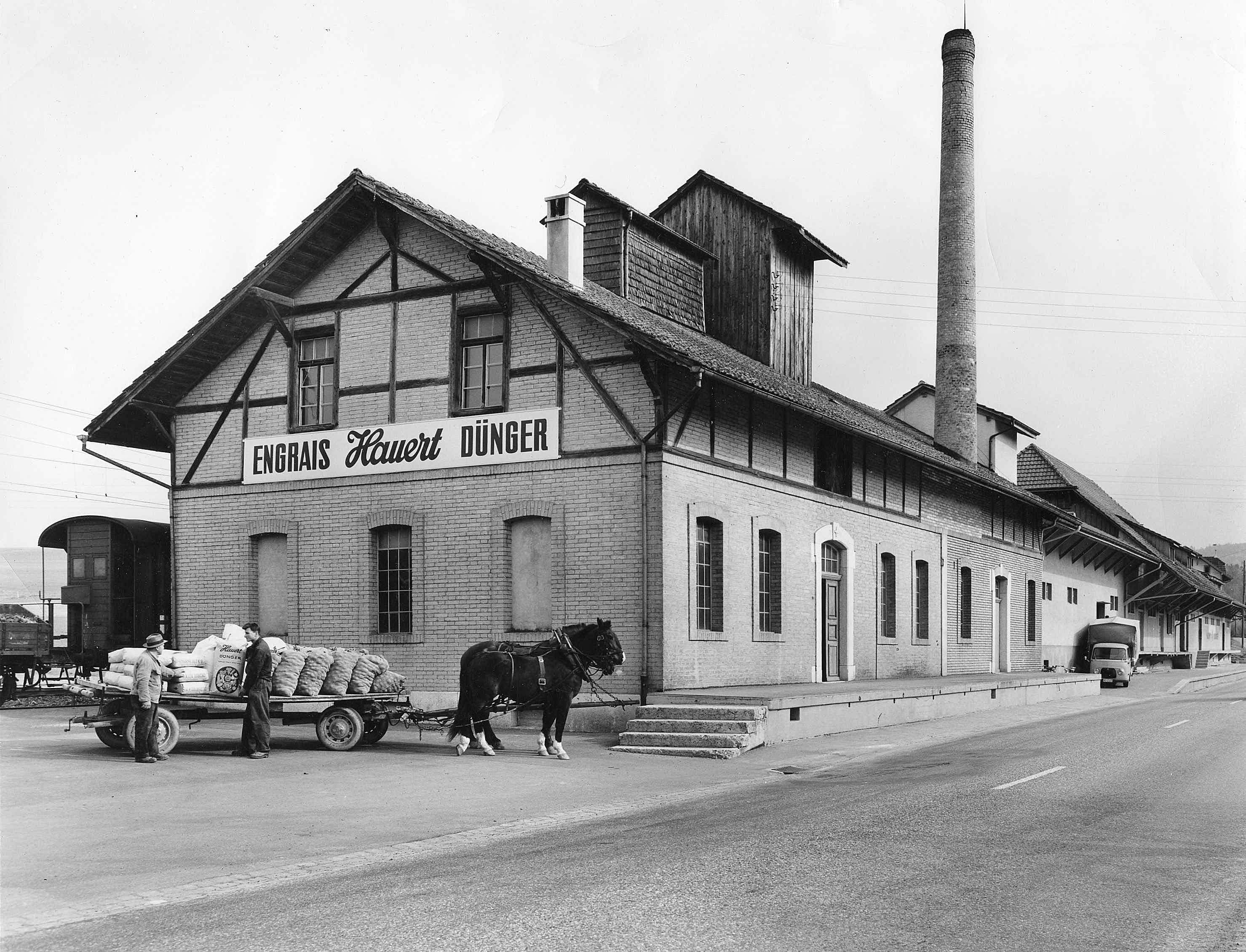
1960년 경의 하우에르트의 비료공장

그로스아폴테른은 1216년에 Affoltron으로 처음 언급되었다.
그로스아폴테른 지역에서 인간에 대한 가장 오래된 증거는 포어림홀츠의 신석기 시대 유물, 무니마테의 청동기 시대 초기 도끼날 창고 및 코스토펜의 청동기 시대 유물이다. 적어도 38개의 할슈타트 시대 무덤이 시정촌 주변에 흩어져 있다. 이 지역은 또한 로마 시대와 중세 시대 초기에 거주했다. 중세 시대에는 가문이 죽을 때까지 체링겐 가문이 소유했으며, 키부르크가에 의해 상속되었다. 13세기와 14세기에 체링겐가와 키부르크가의 지배하에 올티겐 지역의 일부였다. 1412년, 그로스아폴테른과 그 주변 마을은 베른의 지배를 받았다. 원래 1483년 해산될 때까지 올티겐 영지의 일부였으며, 할당된 아르베르크 영지의 일부가 되었다. 1798년 헬베티아 공화국 아래에서 그로스아폴테른은 촐리코펜 지역에 있었고, 1803년 아르베르크 지역으로 다시 전환되었다.
성 스테판 마을 교회는 1275년에 처음 언급되었다. 현재 교회 건물은 1510-24년에 지어졌지만 12세기 또는 13세기 교회 두 곳의 기초 위에 세워졌다. 교회 탑은 14세기에 지어졌다. 1383년 키부르크-니다우의 안나에 의해 바젤 근처의 클링엔탈 수도원에 주어졌다. 수도원은 1416년에 교회를 프리니스베르크 수도원에 매각했다. 프리니스베르크 휘하에서는 1451년에 지역 본당의 본당 교회가 되었다. 본당은 1528년 베른의 통제를 받았다.
오늘날에도 지자체의 경제는 여전히 농업 중심적이다. 1835-44년에 베른에서 빌/비엔까지의 주도로가 그로스아폴테른을 통과하여 건설되었다. 1864년에는 철도가, 1983년에는 고속도로가 그 뒤를 이었다. 이 모든 것이 지역 경제를 활성화시켰다. 1960년대부터 좋은 교통 연결로 인해 그로스아폴테른에 거주하는 통근자의 수가 급격히 증가했다. 1967년에 그로스아폴테른과 6개의 주변 마을은 정부를 합리화하고 서비스를 중앙 집중화하기 위해 단일 시정촌으로 합병되었다.

## 지리
그로스아폴테른의 면적은 15.08k㎡이다. 이 면적 중 9.41k㎡ (62.6%)가 농업용으로 사용되는 반면 3.93k㎡ (26.1%)는 산림으로 사용된다. 나머지 토지 중 1.64k㎡ (10.9%)가 정착(건물 또는 도로), 0.1k㎡ (0.7%)가 강이나 호수이고, 0.02k㎡ (0.1%)는 불모지이다.
건축면적 중 주택과 건물이 4.9%, 교통기반시설이 4.9%를 차지했다. 삼림 지대를 제외한 모든 산림 지역은 울창한 숲으로 덮여 있다. 농경지 중 49.0%는 작물 재배에 사용되며, 11.8%는 목초지이며, 1.8%는 과수원이나 덩굴 작물에 사용된다. 시정촌의 모든 물은 흐르는 물이다.
시정촌은 리스바흐 계곡의 라퍼스빌 고원 서쪽 가장자리에 있다. 7개의 마을로 구성되어 있다. 그로스아폴테른, 아메르츠빌, 포어림홀츠, 빈가르테, 주베르크, 코스트호펜 및 오티스빌의 종교와 행정 중심지와 여러 흩어져 있는 농가를 포함한다.

## 인구통계

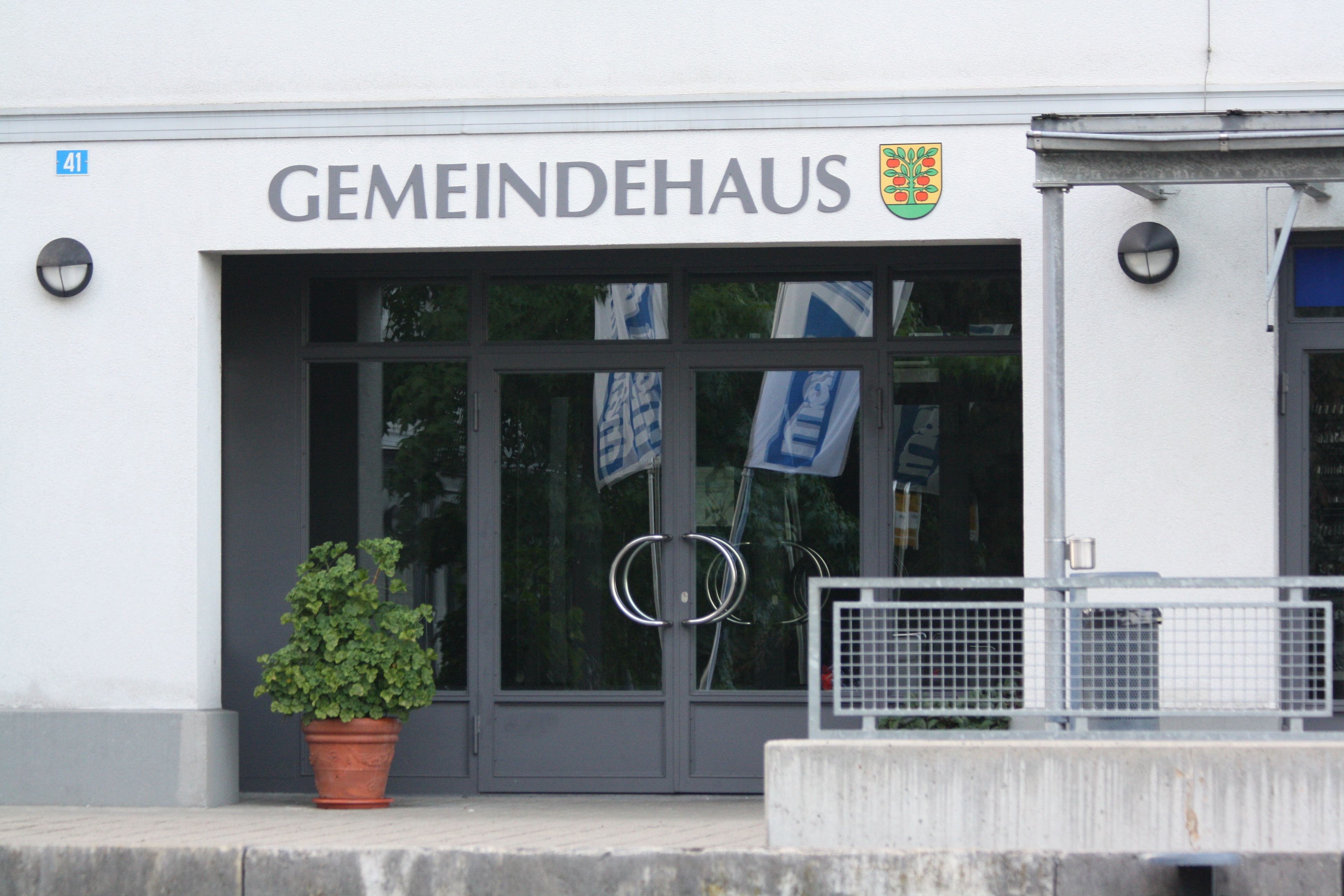
그로스아폴테른 지자체 행정청

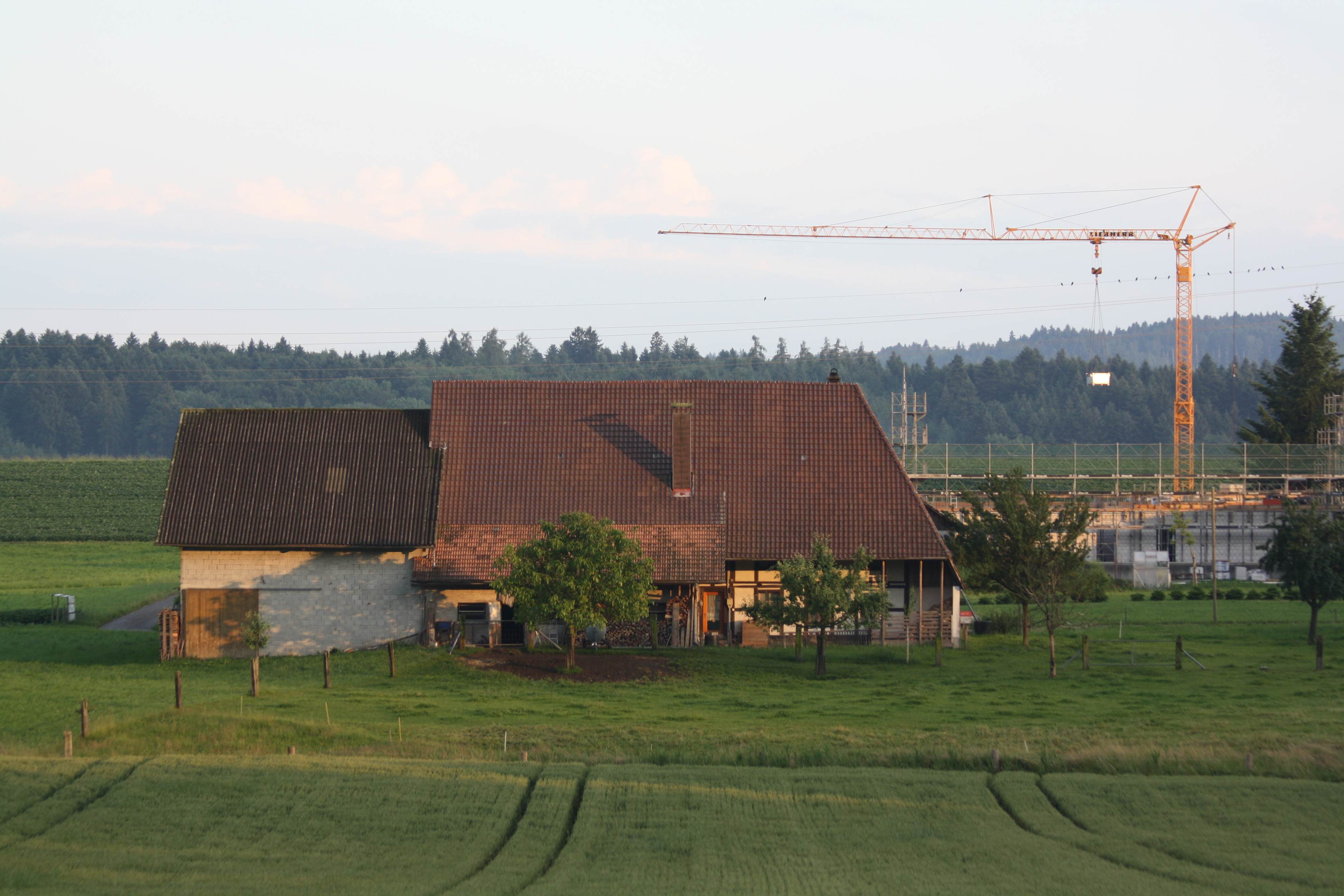
마을 근교의 농가

2020년 12월 기준, 그로스아폴테른의 인구는 3,033명이다. 2010년 기준으로 인구의 4.6%가 거주 외국인이다. 2000년부터 2010년까지 지난 10년 동안 인구는 -0.2%의 비율로 변화했다. 이민은 0.3%, 출생 및 사망은 1.8%를 차지했다.
2000년 기준, 인구 대부분인 2,700명(96.4%)이 독일어를 모국어로 사용하고, 프랑스어는 23명(0.8%)으로 두 번째로 많이 사용하고, 영어는 16명(0.6%)으로 세 번째로 사용한다. 이탈리아어를 할 수 있는 사람이 12명 있다.
2008년 기준으로 인구는 남성 50.6%, 여성 49.4%이다. 인구는 1,336명의 스위스 남성(인구의 48.0%)과 72명(2.6%)의 비스위스계 남성으로 구성되었다. 스위스 여성은 1,317명(47.3%), 비스위스계 여성은 5명(0.2%)이었다. 시정촌 인구 중 846명(약 30.2%)이 그로스아폴테른에서 태어나 2000년에 그곳에 살았다. 같은 주에서 태어난 1,283명(45.8%)이 있었고, 스위스 다른 곳에서 태어난 413명(14.8%)이 있었다. 169명(6.0%)가 스위스 이외의 지역에서 태어났다.
2000년 기준으로 아동·청소년(0~19세)이 25.5%, 성인(20~64세)이 60.7%, 노인(64세 이상)이 13.8%를 차지하고 있다.
2000년 기준으로 시정촌에 미혼이거나, 독신인 사람은 1,135명이다. 기혼자는 1,421명, 미망인은 136명, 이혼한 사람은 108명이었다.
2000년 기준으로 시정촌의 개인가구는 1,105호로 가구당 평균 2.5명이다. 1인 가구는 256가구, 5인 이상 가구는 79가구였다. 2000년에는 총 1,075채(전체의 91.9%)가 상설 임대되었으며, 63채(5.4%)가 계절적 임대, 32채(2.7%)가 비어 있었다. 2009년 기준 신규 주택 건설률은 인구 1000명당 1.8세대였다. 2010년 시정촌 공실률은 2.27%였다.
역사적 인구는 다음 차트에 나와 있다.

## 정치
2007년 연방 선거에서 가장 인기 있는 정당은 37.49%의 득표율을 기록한 SVP였다. 다음으로 가장 인기 있는 3개 정당은 SPS (21.18%), FDP (14.37%), 녹색당 (12.78%)이었다. 이번 연방 총선에서는 총 1,053표가 투표율 48.1%를 기록했다.

## 경제

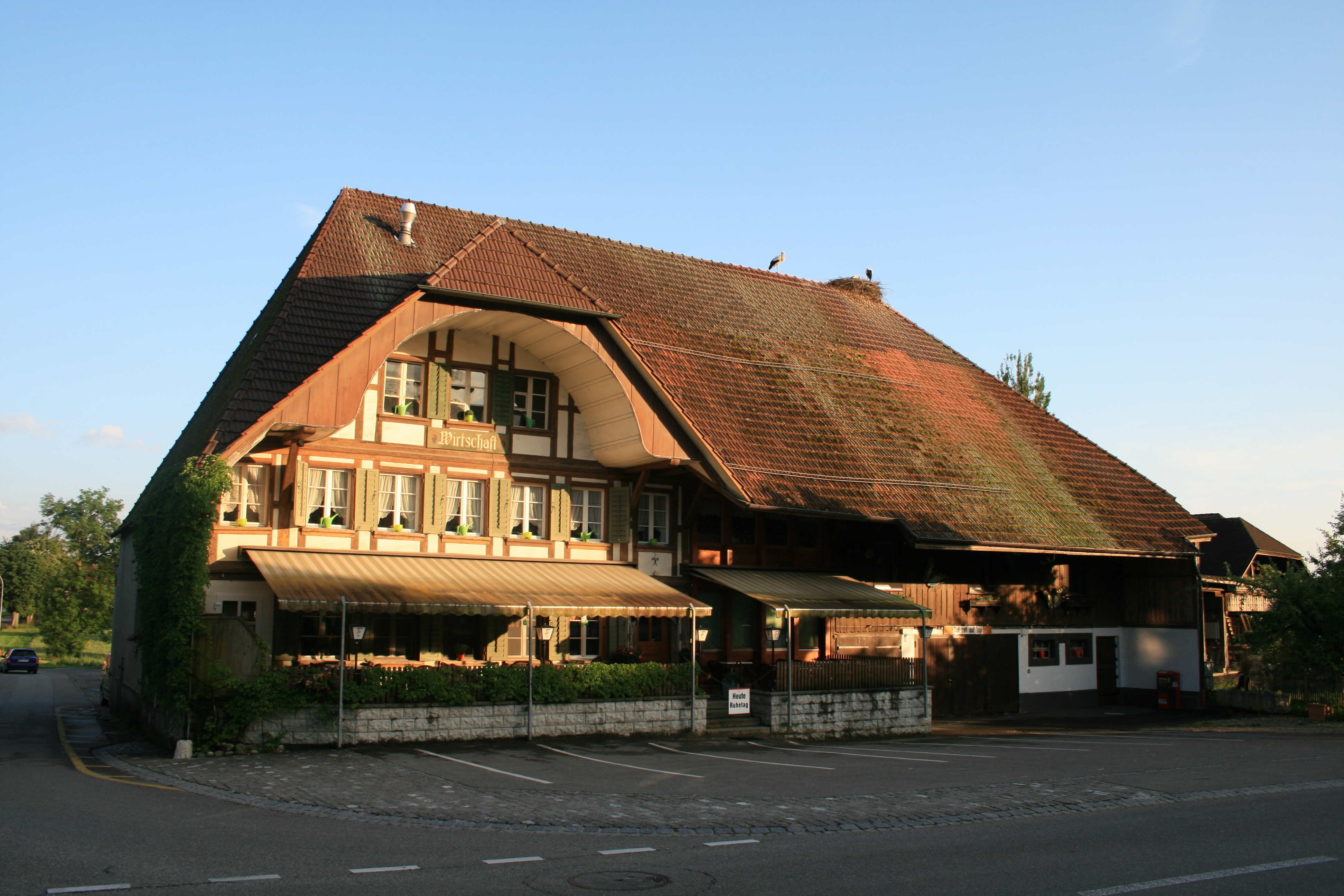
그로스아폴테른의 여관 트라우베

2010년 기준, 그로스아폴테른의 실업률은 0.8%였다. 2008년 기준으로 1차 경제 부문에 182명이 고용되어 있으며, 이 부문에 약 61개 기업이 참여하고 있다. 165명이 2차 부문에 고용되었고 이 부문에 34개의 기업이 있었다. 211명이 3차 부문에 고용되었으며, 이 부문에는 63개의 기업이 있다.
2008년에 정규직에 상응하는 총 일자리 수는 408개였다. 1차 부문의 일자리 수는 115개였으며, 그중 113개는 농업에 있었고 2개는 임업 또는 목재 생산에 있었다. 2차 부문의 일자리 수는 144개였으며, 그중 69개(47.9%)는 제조업, 75개(52.1%)는 건설에 종사했다. 3차 부문의 일자리 수는 149개였다. 38개(25.5%는 도소매 또는 자동차 수리업, 8개(5.4%)는 상품의 이동 및 보관, 28개(18.8%)는 호텔 또는 레스토랑, 4개(2.7%)는 정보 산업에 종사했다. 16개(10.7%)는 기술 전문가 또는 과학자, 21개(14.1%)는 교육, 3개(2.0%)는 의료 분야에 있었다.
2000년 기준으로 시정촌으로 출퇴근한 근로자는 153명, 출퇴근 근로자는 1,118명이었다. 지자체는 근로자의 순수출 지자체로, 들어오는 1명당 약 7.3명의 근로자가 지자체를 떠나고 있다. 근로 인구의 16.7%가 대중교통을 이용하여 출퇴근하고, 57.9%가 자가용을 이용하였다.

## 종교

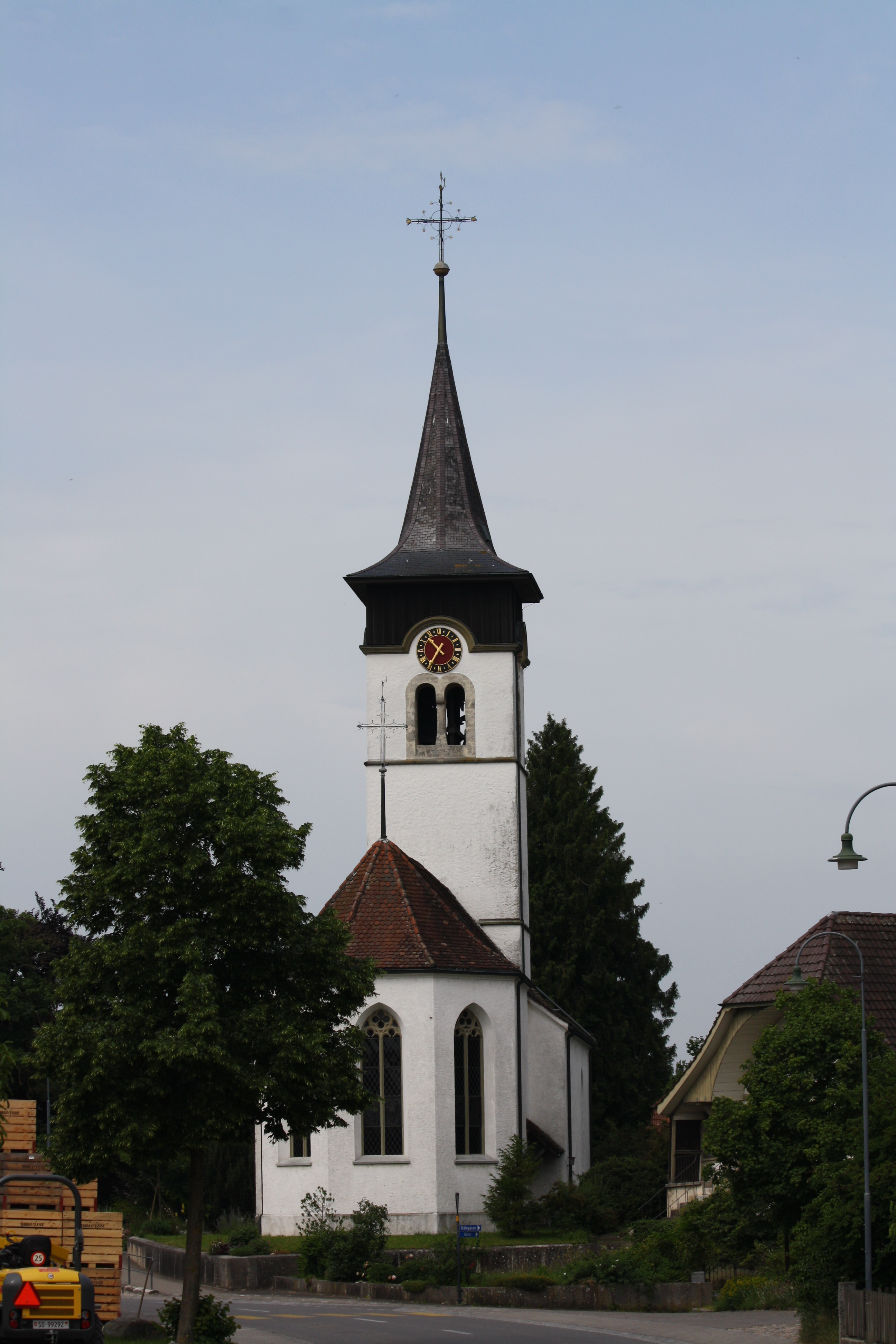
마을의 스위스 개혁 교회

2000년 인구 조사에 따르면 2,191명(78.3%)이 스위스 개혁 교회에 속했고 248명(8.9%)이 로마 가톨릭 신자였다. 나머지 인구 중 정교회 교인은 11명(0.39%), 크리스찬 가톨릭 교회 교인은 2명(0.07%), 144명이었다. 다른 기독교 교회에 속한 개인(5.14%). 무슬림은 13명(인구의 약 0.46%)이었다. 힌두교 3명 있었다. 187명(6.68%)은 교회에 속하지 않고 불가지론자 또는 무신론자이다. 그리고 72명의 개인(2.57%)이 질문에 대답하지 않았다.

## 교육
그로스아폴테른에서는 인구의 약 1,206명(43.1%)이 필수 고등교육을 이수했으며, 366명(13.1%)이 추가 고등교육(대학 또는 응용학문대학)을 마쳤다. 고등교육을 마친 366명 중 69.4%가 스위스 남성, 24.9%가 스위스 여성, 3.6%가 비스위스계 남성, 2.2%가 비스위스계 여성이었다.
베른주 학교 시스템은 1년의 의무 없는 유치원, 6년의 초등학교를 제공한다. 이후 3년 동안의 의무적 중학교 과정을 거쳐 학생들을 능력과 적성에 따라 구분한다. 중학교 이하 학생들은 추가 학교에 다니거나 견습생으로 들어갈 수 있다.
2009-10학년도 동안 그로스아폴테른의 수업에 총 226명의 학생이 참석했다. 시정촌에는 총 48명의 학생이 있는 3개의 유치원 수업이 있었다. 유치원생 중 10.4%는 스위스의 영주권 또는 임시 거주자(시민권 아님)였으며, 2.1%는 교실 언어와 다른 모국어를 사용한다. 지자체에는 9개의 초등 학급과 178명의 학생이 있었다. 초등학생 중 5.1%는 스위스의 영주권 또는 임시 거주자(시민권 아님)였으며, 12.4%는 교실 언어와 다른 모국어를 사용한다. 2000년 현재 그로스아폴테른에는 다른 지자체에서 온 4명의 학생이 있었고 167명의 주민이 지자체 이외의 학교에 다녔다.
그로스아폴테른에는 그로스아폴테른 도서관이 있다. 도서관은 (2008년 현재) 7,624권의 책 또는 기타 매체를 보유하고 있으며, 같은 해에 14,646권을 대출했다. 그해에는 주당 평균 8시간씩 총 165일 동안 문을 열었다.